# Adelheid Stier
Adelheid Stier (* 11. Dezember 1852 in Potsdam; † 8. April 1942) war eine deutsche Dichterin und Erzählerin.

## Leben und Werk
Adelheid Luise Emilie Stier, geboren und aufgewachsen als Tochter eines Beamten in Potsdam, arbeitete zuerst als Privatlehrerin in Potsdam, bevor sie 1882 als Pädagogin nach Gotha wechselte. Neben ihrer Arbeit als Lehrerin war sie auch als Dichterin und Erzählerin tätig.
Im Jahre 1900 erschien ihre erste lyrische Sammlung unter dem schlichten Titel Gedichte. 1905 folgte der Balladenband Aus alten Tagen der Thüringer Heimat. Ein Jahr später wurde ihr Band Jesus von Nazareth: Bilder aus den Evangelien veröffentlicht. Nach 1920 wurden verschiedene Erzählbände von ihr publiziert, unter anderem die Kindererzählung Ei ja/gucke da!, das Hermann Kaulbach Bilderbuch, wo Adelheid Stier die Texte zu Werken des Malers Hermann Kaulbach (1846–1909) beigesteuert hatte oder die beiden Bände Schwarzrüsselchen und andere Erzählungen sowie Quirlefitsch und andere Erzählungen.
Im April 1942 verstarb die wahl-thüringer Schriftstellerin im Alter von 89 Jahren.

## Schriften (Auswahl)
- Gedichte. Lyrik. Stuttgart J.G. Cotta, 1900.
- Aus alten Tagen der Thüringer Heimat. Lyrik. Gotha, 1905. (Neuauflage 2022, ISBN 978-3-7437-4426-4)
- Jesus von Nazareth: Bilder aus den Evangelien. Lyrik. Hannover Schmidecke, 1906.
- Sprüche für die Frau. Sprüche. Gotha F.A. Perthes, 1920.
- Ei ja/gucke da!. Erzählungen für Kinder. Gotha: Friedr. Andr. Perthes, 1921.
- Hermann Kaulbach Bilderbuch. Erzählungen. Stuttgart: Union Dt. Verl.-Gesellschaft 1930.
- Schwarzrüsselchen und andere Erzählungen. Erzählungen. Hannover Schmidecke, 1930.
- Quirlefitsch und andere Erzählungen. Erzählungen. Stuttgart: Union Dt. Verl.-Gesellschaft, 1933.